# كليم ديروزا
كليم ديروزا (بالإنجليزية: Clem DeRosa) هو معلم موسيقى أمريكي، ولد في 20 مايو 1925، وتوفي في 20 ديسمبر 2011 في تكساس في الولايات المتحدة.

## وصلات خارجية
- كليم ديروزا على موقع ميوزك برينز (الإنجليزية)
- كليم ديروزا على موقع ديسكوغز (الإنجليزية)